# El Mirage
El Mirage é uma cidade localizada no estado americano do Arizona, no condado de Maricopa. Foi incorporada em 1951.

## Geografia
De acordo com o United States Census Bureau, a cidade tem uma área de 26,1 km², onde 26 km² estão cobertos por terra e 0,1 km² por água.

### Localidades na vizinhança
O diagrama seguinte representa as localidades num raio de 16 km ao redor de El Mirage.

## Demografia
Segundo o censo nacional de 2010, a sua população é de 83 089 habitantes e sua densidade populacional é de 1 224 hab/km². Possui 11 326 residências, que resulta em uma densidade de 436 residências/km².